# Gräsklippare

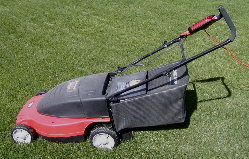
En eldriven gräsklippare.

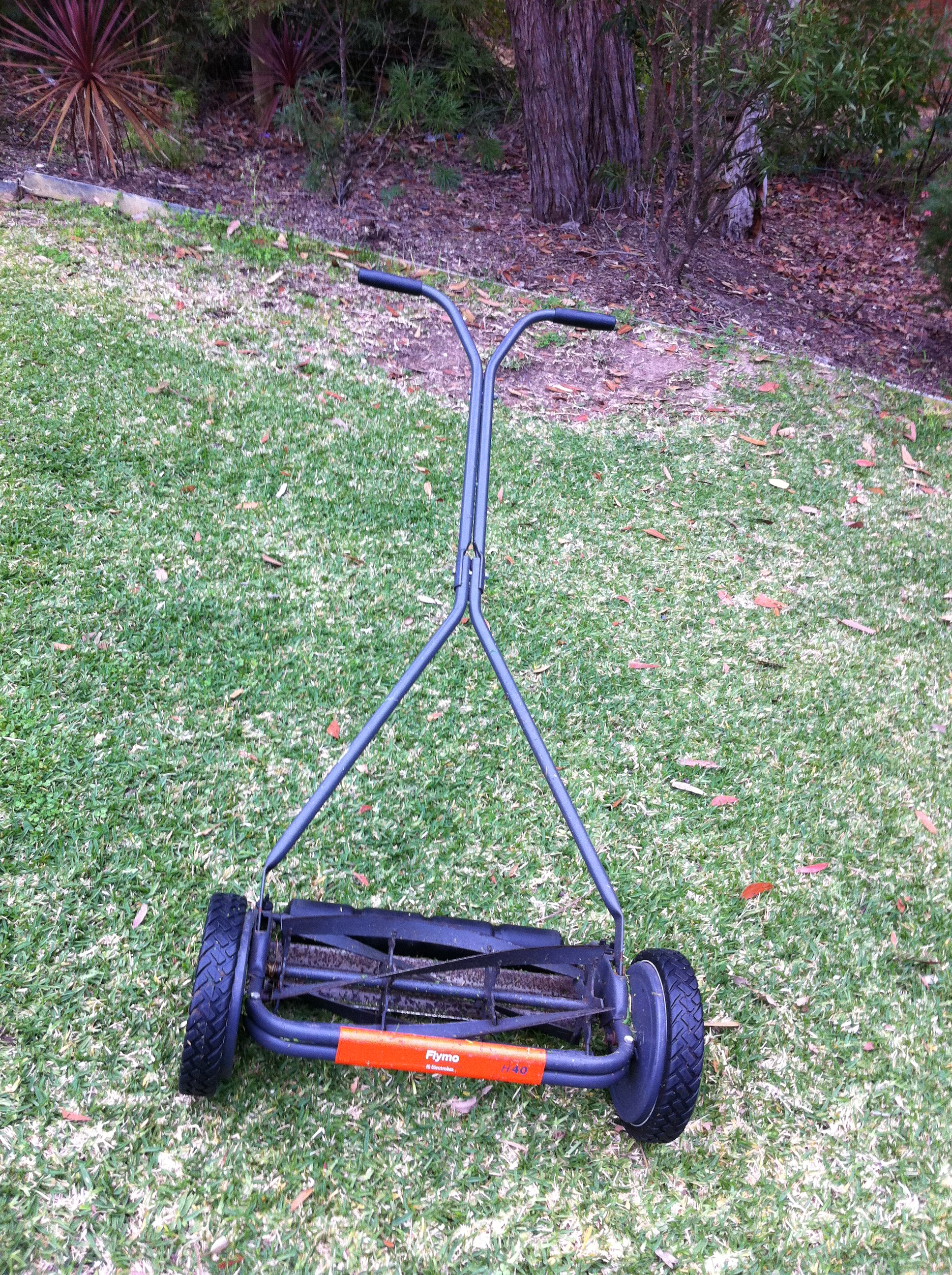
En handledd gräsklippare, i folkmun kallad "handjagare".

Gräsklippare är ett hjälpmedel som används för att klippa gräs till en jämn längd.

## Historik
Gräsklipparen uppfanns i Storbritannien 1830 av Edwin Beard Budding, främst för att klippa gräsmattor på idrottsplaner och vidsträckta trädgårdar. På grund av att många gräsplanskrävande idrotter just hade uppfunnits i Storbritannien (såsom krocket, cricket, fotboll, rugby och (lawn)-tennis), behövdes ett effektivare sätt att jämnklippa gräs, och gräsklipparen skapades. De flesta gräsklippare för hemmabruk drevs med handkraft. En del drevs av tvåtaktsmotorer, men från 1960-talet har fyrtaktsmotorn blivit nästan helt dominerande. Eldrivna gräsklippare har också tagit större andel av marknaden, då främst små bensinmotorer har dålig förbränning och förbluffande stora utsläpp av bland annat giftiga kolväten. Även gräsklippare med Wankelmotor har funnits. Ett exempel är Crescent Savann från 1970-talet med en Wankelmotor av tyska Sachs.
Den första gräsklipparen av rotortyp i Sverige utvecklades av Klippo 1954. Dess namn var Klippman. Sedan följde andra efter såsom Stiga 1956 som dock köpte färdiga maskiner från amerikanska Savage, NV 1957, Husqvarna 1959, och så vidare. En mycket tidig och lyckad gräsklippare av rotortyp var den engelska Rotoscythe som även hade bakåtplacerad uppsamlare. Rotorgräsklipparens fördelar är att den är billigare och oömmare än den traditionella cylindergräsklipparen.
Tidiga gräsklippare av rotortyp använde små motorcykelmotorer av tvåtaktstyp som placerades liggande på sidan eller stående motorer med en trivial vinkelväxel. Vid mitten av 1950-talet började bland andra Briggs & Stratton att tillverka liggande motorer av fyrtaktstyp helt gjutna av aluminium för att spara vikt och för att möjliggöra en enklare konstruktion. Under 1950- och 1960-talet var även amerikanska Clinton Engines en stor tillverkare av små motorer till bland annat gräsklippare.
De två mest vanliga typerna av gräsklippare är just rotor- samt cylinderklippare.

## Åkgräsklippare

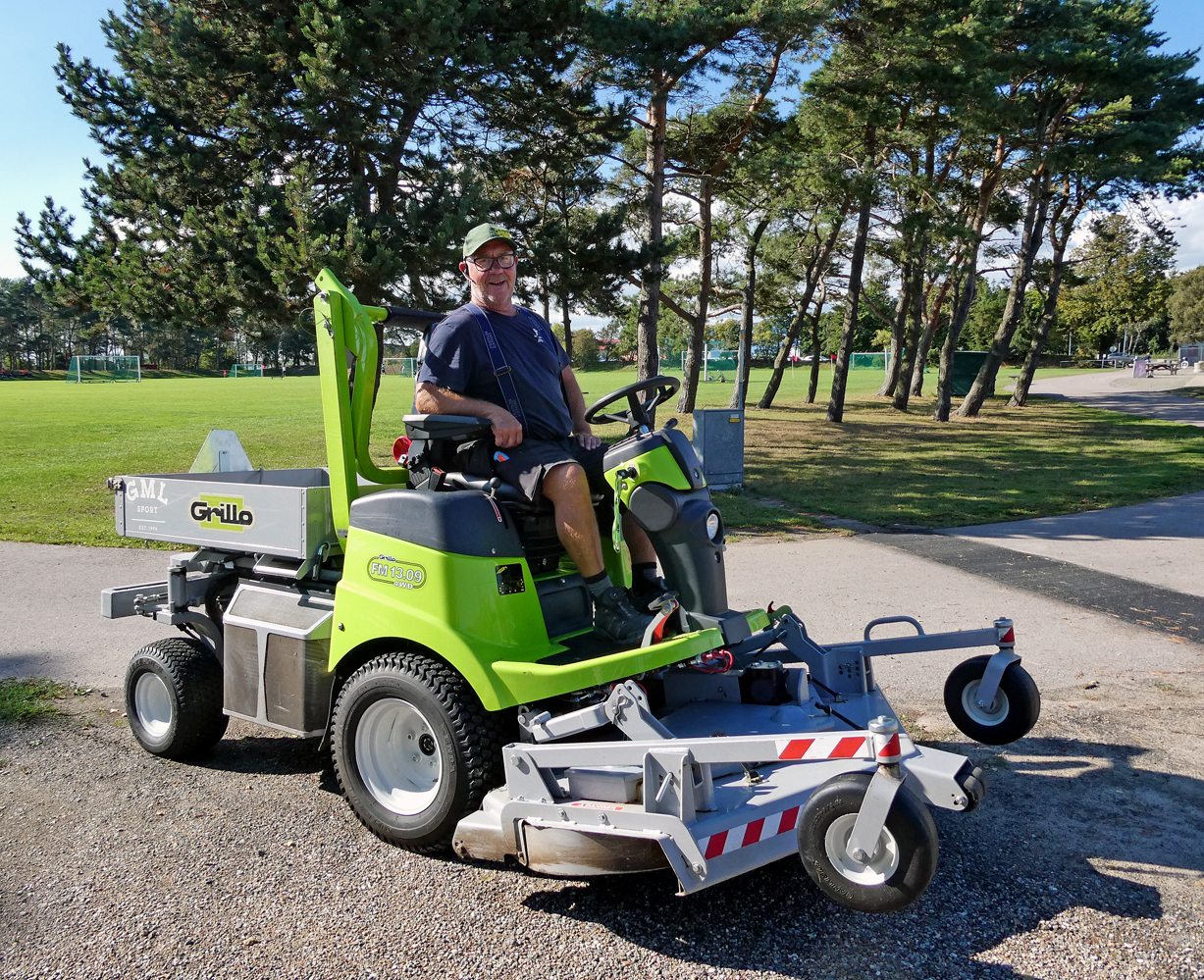
En dieseldriven åkgräsklippare för yrkesbruk, avsedd för stora ytor som fotbollsplaner och parker.

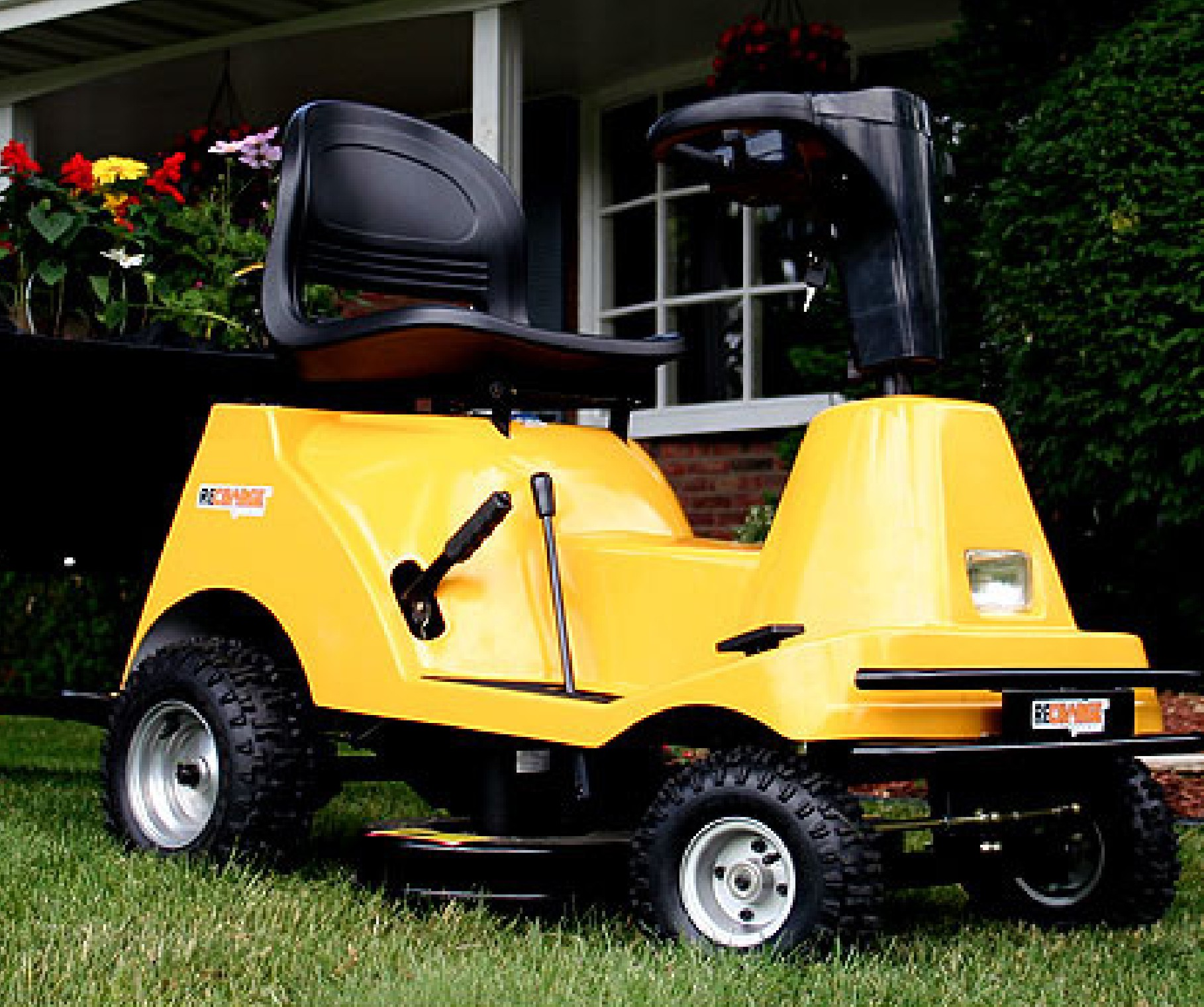
En eldriven åkgräsklippare.

Gräsklippare som framförs för hand eller är självgående har särskilt på större gräsytor ersatts av gräsklippare där föraren själv sitter på maskinen, vilket gör att arbetet går fortare och bekvämare. Det finns numera också avgasfria, batteridrivna åkgräsklippare, som liknar de bensindrivna och klarar flera timmars klippning på en laddning. Åkgräsklippare kan även användas för transport av gods i en påhängd vagn. Säkerheten är långt kontrollerad med till exempel backvarnare som stoppar knivarna och säkerhetsbrytare i förarsätet som stoppar maskinen om föraren ramlar av.

## Automatiska gräsklippare/robotgräsklippare

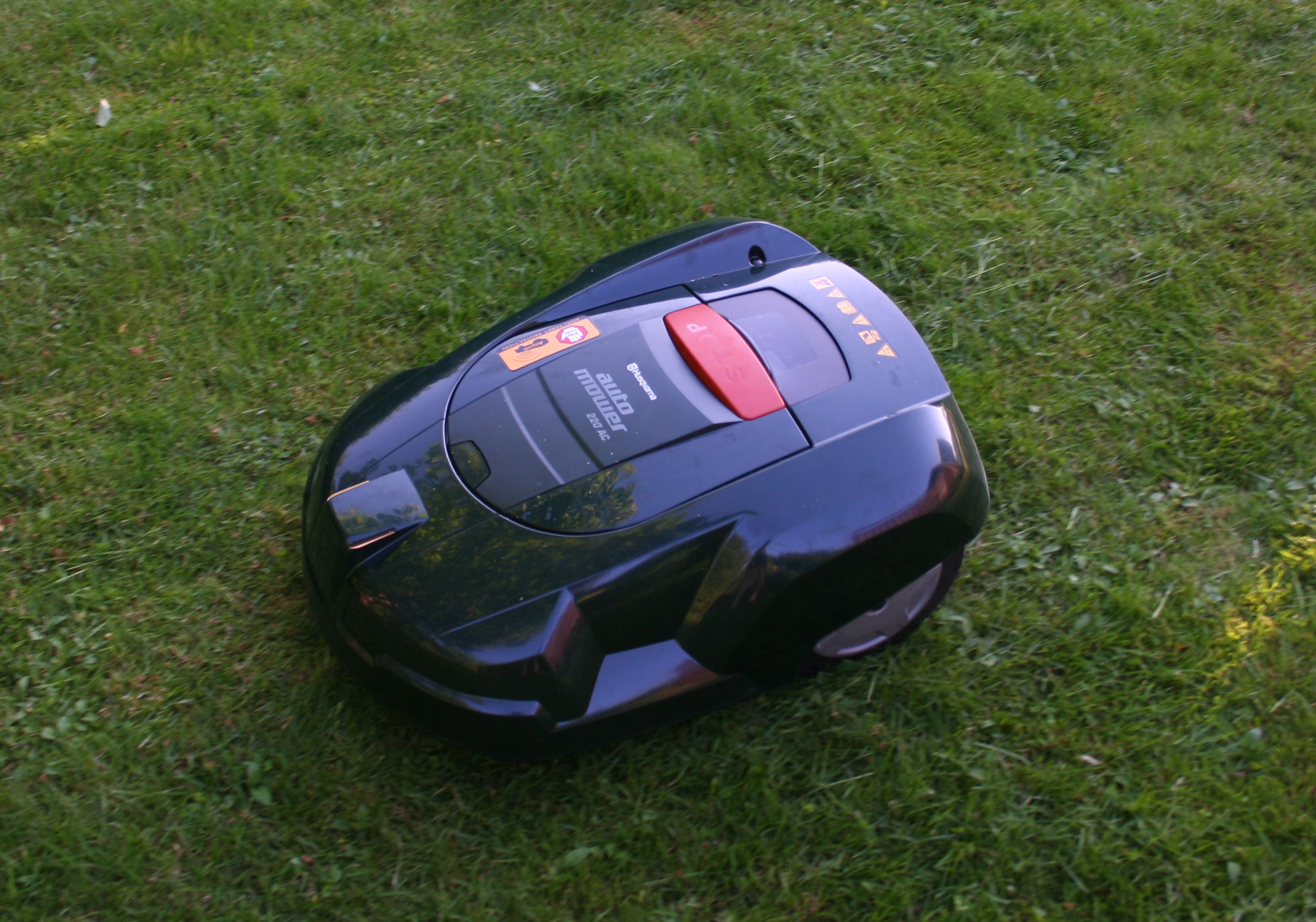
En robotgräsklippare.

Automatiska gräsklippare (engelska: automower) klipper gräs inom anvisat område som begränsas av en kabel med en svag radiosignal. Roboten uppfattar signalen som ett osynligt staket och rör sig inte utanför begränsningskabeln. Programvaran styr roboten och följer de instruktioner som är förprogrammerade eller angivna. Användaren anger klipptider och vilka områden som skall klippas och till exempel vad roboten ska göra om det regnar. 
Klippmönstret är oregelbundet och algoritmen innebär att roboten inte passerar tidigare klippta områden med mer än 30 procent. Vissa märken har fjärrkontroll som innebär att man kan klippa utanför begränsningskabeln, till exempel stigar och uteplatser. När batteriet behöver laddas går roboten till sin laddstation.
Roboten är utrustad med säkerhetsfunktioner som stänger av roboten och kräver manuell start. Om den lyfts upp eller lutas stannar kniven, om radiosignalen bryts stannar roboten och väntar.